# No Defense
No Defense is een Amerikaanse dramafilm uit 1929 onder regie van Lloyd Bacon. De film is wellicht zoekgeraakt.

## Verhaal
Monte Collins heeft de leiding over ploeg bouwvakkers, die bezig is met de constructie van een spoorwegbrug. Hij krijgt verkering met Ruth Harper, de dochter van een rijke ingenieur. Hun relatie staat onder druk, als Monte verantwoordelijk wordt gehouden voor de ineenstorting van de brug. Uiteindelijk blijkt dat de broer van Ruth de schuldige is.

## Rolverdeling
| Acteur            | Personage     |
| ----------------- | ------------- |
| Monte Blue        | Monte Collins |
| May McAvoy        | Ruth Harper   |
| Lee Moran         | Snitz         |
| Kathryn Carver    | Lois Harper   |
| William H. Tooker | Harper sr.    |
| William Desmond   | John Harper   |
| Bud Marshall      | Bouwvakker    |